# Santa Cruz Tanaco
Santa Cruz Tanaco es una comunidad del estado mexicano de Michoacán de Ocampo, forma parte del municipio de Cherán.
Santa Cruz Tanaco es una pequeña comunidad rural localizada en el extremo oeste del municipio de Cherán, sus coordenadas geográficas son 19°44′15″N 102°04′45″O / 19.73750, -102.07917 y a una altitud de 2 157 metros sobre el nivel del mar y tiene una distancia de 18 kilómetros de la cabecera municipal con la que se comunica por una carretera estatal asfaltada. Las principales actividades económicas son la agricultura —principalmente el cultivo del maíz— y la explotación forestal.
Constituye una jefatura de tenencia del municipio de Cherán cuyo titular es electo por plebiscito para un periodo de tres años. En 2011 el municipio de Cherán realizó un movimiento social destinado a modificar la elección de su ayuntamiento mediante un sistema de usos y costumbres y no de partidos políticos y que fue aprobado en consulta popular el 18 de diciembre de 2011, sin embargo este movimiento se circunscribió principalmente a la cabecera municipal y fue rechazado por los habitantes de Tanaco que en cambio solicitaron su segregación del municipio.
De acuerdo a los resultados del Censo de Población y Vivienda de 2010 realizado por el Instituto Nacional de Estadística y Geografía, Tanaco tiene una población de 2 947 habitantes, de los que 1 438 son hombres y 1 509 son mujeres.